# Miloš Pokorný
Miloš Pokorný (* 28. dubna 1964 Praha) je český zpěvák, bavič a moderátor. Dříve spolu s Romanem Ondráčkem moderoval pořady na různých českých rádiích a také s ním tvořil tandem v kapele Těžkej Pokondr. Od dubna 2020 do září 2024 moderoval Ranní klub na rádiu Expres FM, kde ve všední dny od 7 do 10 rozebíral aktuální témata a zpovídal zajímavé hosty. Po sedmi letech se od 21. října 2024 vrátil za mikrofon Frekvence 1, kde bude vysílat ve všední dny od 9 do 10 hodin.